# Циклостил
Циклостилът е най-разпространената офис машина за размножаване на текстове от края на ХІХ до 80-те години на ХХ век.
Циклостилът е патентован през 1891 г. от австрийския инженер от унгарски произход Давид Гестетнер (* 1854, † 1939), на базата на метода, използван от Томас Едисън в неговата машина мимеограф.
Едисън патентова мимеографа на 8 август 1876 г. Машината на Едисън се базира на метода да се копира текст или други изображения, издълбани върху восъчна хартия, чрез мастило. Оригиналът при машината на Едисън се поставя хоризонтално.
При циклостила оригиналът върху восъчна хартия се окача върху барабан и при всеки пълен оборот на барабана се копира върху едно копие. Циклостилът е машина с относително висока производителност, независимо от това, че въртенето на барабана най-често е ръчно. Технологията обаче не позволява оригиналът да се използва втори път със същото качество, тъй като в процеса на копирането той поема влага от мастилото и се зацапва.
Обикновено циклостилът се използва за не повече от 100 копия на един документ. Най-често това са текстове, печатани при определена за целта позиция на пишещата машина.
През 80-те години на ХХ век тази технология е бързо изместена от фотокопирната машина поради несравнимо по-високото качество и удобство при извършване на копирането.